# Rhombophryne mangabensis
Rhombophryne mangabensis Glaw, Köhler, & Vences, 2010 è una rana della famiglia Microhylidae, endemica del Madagascar.
È una minuscola rana, dallo stile di vita fossorio, il cui areale è ristretto alla Riserva speciale di Nosy Mangabe.

## Conservazione
La Lista rossa IUCN classifica Rhombophryne mangabensis come specie vulnerabile.